# Orito (Monforte del Cid)
Orito es una pedanía del municipio de Monforte del Cid (Alicante) España. Cuenta con 514 habitantes (INE 2009). Se encuentra a 4 km de Monforte del Cid, a 15 km de Elche por el Camino de Castilla y a 22 km de Alicante por la A-31.

## Patrimonio Histórico

### Ermita de la Aparición

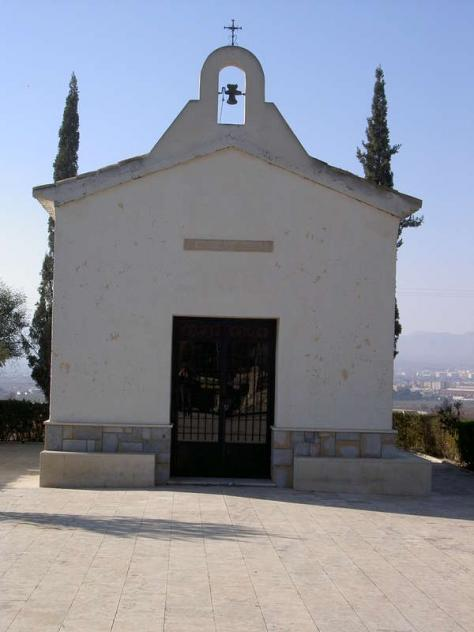
Ermita donde se produjo la aparición a San Pascual

La Ermita de la Aparición es uno de los lugares más emblemáticos de Orito, ya que, según la tradición, fue el lugar exacto en donde se produjo el milagro de la aparición del Santísimo Sacramento a San Pascual, cuando pastaba sus ovejas en las Sierras de Monforte del Cid. Para recordar tal milagro se construyó en el siglo XVII esta Ermita. 

Este hecho fue motivo para que la Iglesia católica designase a San Pascual "Patrón Universal de los Congresos y Obras Eucarísticos" en 1897. En sus alrededores puede contemplarse una reproducción en cerámica de tal milagro.

La Ermita de la Aparición se encuentra al principio de la Avenida de San Pascual, principal calle de la pedanía.

### Convento-Santuario de Ntra. Sra. de Orito

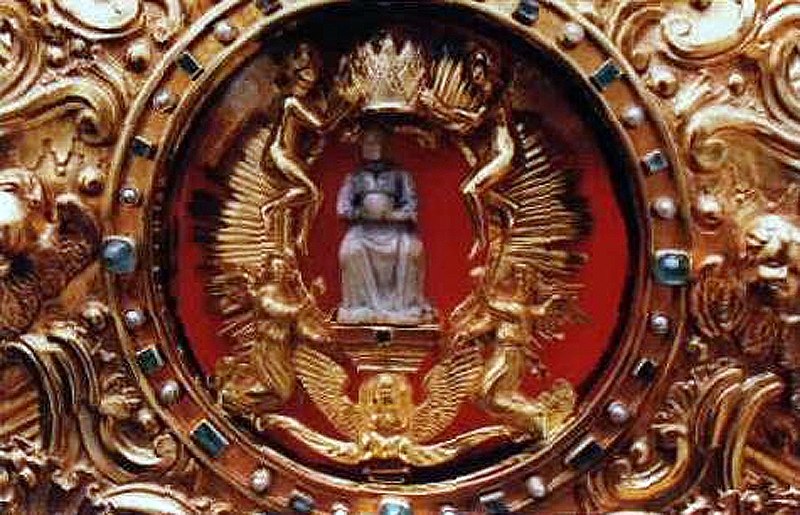
Detalle de la Virgen de Orito

#### La Historia
Tras la Reconquista en el siglo XIII y la posterior adhesión de Alicante y provincia a la Corona de Aragón, la comarca alicantina es repoblada por aragoneses y catalanes, que fundaron aquí un convento de la Orden de la Merced, en el que convivían monjes y monjas. Más tarde, sobre el año 1555, se encontró la talla de la Virgen de Orito, de tan sólo 42 milímetros, convertida hoy en uno de los símbolos más reconocidos de la pedanía. 
En 1562 los franciscanos fundaron una congregación en el abandonado Convento de la Natividad, donde al año siguiente ingresaría como fraile San Pascual. La construcción-reforma del convento quedó terminada en 1607. En la actualidad está regentado por los Hermanos Capuchinos, que se encargan, entre otras cosas, de la conservación de los citados enclaves.

#### De interés en el Santuario
- Imagen de la Virgen de Orito.
- Cuadros de alto interés.
- Reproducción "in situ" de la celda que habitó San Pascual.
- Fuente Santa o Fuente de San Pascual, situada detrás del convento. En 1552 ya aparece datada en los documentos que dieron origen a la primitiva Ermita de la Natividad.

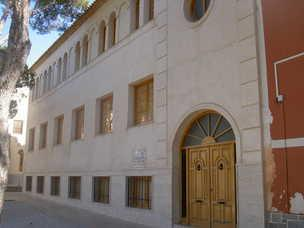
Albergue-hospedería para los romeros en Orito

### Cueva deSan Pascual
La Cueva de San Pascual está situada en la falda de la Sierra de las Águilas, a 2 km. aproximadamente de la población. Anteriormente, esta cueva había sido refugio de pastores ante el mal tiempo. Fue después de la beatificación del santo cuando se la llamó "Cueva de San Pascual". Cada 17 de mayo se celebra la Romería de San Pascual en la que intervienen miles de peregrinos procedentes principalmente de Elche, la Vega Baja, Almería y provincias de La Mancha. Es el lugar más popular de la devoción al santo. 
Se compone de dos habitaciones, una en donde se encuentra la talla en madera policromada del santo, así como todas las prendas de los peregrinos y otra (crematorio) situada un poco más abajo y utilizada para poner las tradicionales velas al santo. 
La Romería manda escalar a pie la empinada cuesta que accede a la cueva, desde la que se puede observar una hermosa panorámica del Valle del Medio Vinalopó y la costa alicantina, aunque también se puede acceder en automóvil, en donde hay habilitados unos aparcamientos especiales y zonas de acampada. Se puede observar un monumento a San Pascual (de 6 m de alzada) de piedra caliza (de los escultores Mir y Ruaja), fiel reproducción de la que encontraremos en el interior de la cueva.

## Fiestas y Tradiciones
Orito celebra sus fiestas el 17 de mayo, día de la Romería de San Pascual con visita a la cueva del santo, y el 8 de septiembre, día de la Virgen de Orito con celebración de Misas, procesión, el tradicional concierto de la banda de música local "La Lira" y verbenas populares.